# Comisión Especial de la Casa Blanca sobre el Coronavirus

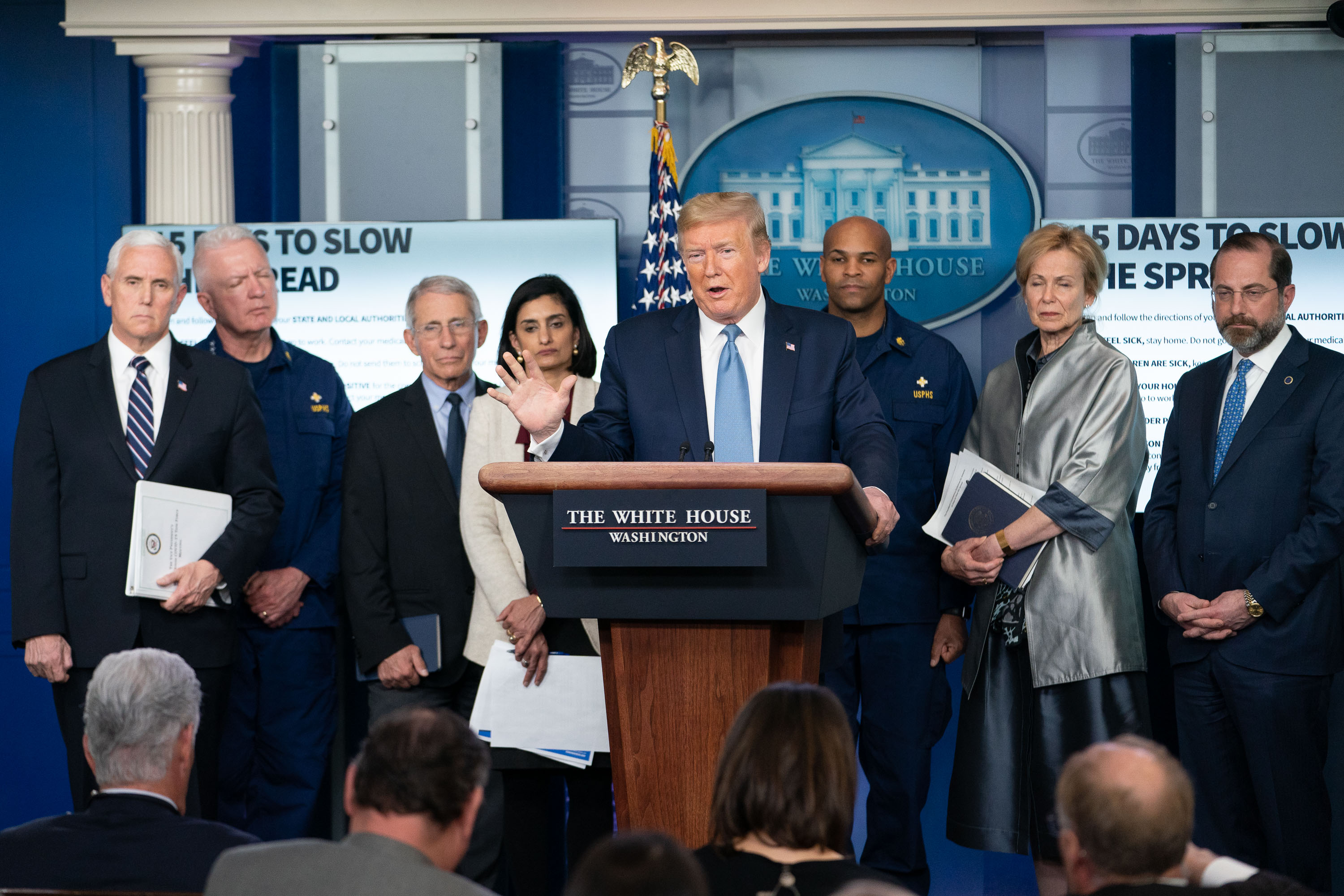
El presidente de los Estados Unidos, Donald Trump, y miembros de la Comisión Especial de la Casa Blanca sobre el Coronavirus informan a los medios el 16 de marzo de 2020.

La Comisión Especial de la Casa Blanca sobre el Coronavirus fue una comisión especial del Departamento de Estado de los Estados Unidos que "coordina y supervisa los esfuerzos de la Administración para monitorizar, prevenir, contener y mitigar la propagación" de la enfermedad del coronavirus (COVID-19). La comisión especial se creó el 29 de enero de 2020. El 26 de febrero de 2020, el vicepresidente Mike Pence fue nombrado para presidir la comisión especial, y se nombró a Deborah Birx como la coordinadora de la respuesta a la pandemia. Se han sumado otros miembros desde los nombramientos iniciales. El 20 de enero de 2021, fue disuelta bajo la administración del presidente Joe Biden.

## Antecedentes
El primer caso conocido de COVID-19 en los Estados Unidos se confirmó en el estado de Washington el 20 de enero de 2020, en un hombre de 35 años que regresó de Wuhan, China, el 15 de enero. La comisión especial de la Casa Blanca sobre el coronavirus se creó el 29 de enero. El 31 de enero la administración Trump declaró la emergencia de salud pública, e impuso restricciones de entrada al país a los viajeros procedentes de China.
El 10 de marzo de 2020, The Hill informó que algunos senadores republicanos de Estados Unidos que asistieron a una reunión con el presidente Donald Trump le animaron a mantener más reuniones y a poner a Anthony Fauci "al frente de la respuesta del gobierno federal", porque, según un senador cuya identidad no ha trascendido, "él tiene credibilidad",  él "tiene autoridad" y él "es respetado por la comunidad médica". El secretario de Salud y Servicios Sociales, Alex Azar, pasó a tener menos peso dentro de la comisión, según el Wall Street Journal, y Pence pasó a desempeñar un papel más importante.
La comisión especial ha dado ruedas de prensa para comunicar al público novedades, directrices y cambios en las políticas públicas durante la pandemia del COVID-19 del 2020 en los Estados Unidos.

## Miembros
| Miembro de la comisión especial | Miembro de la comisión especial | Función | Desde         |
| ------------------------------- | ------------------------------- | --- | ------------- |
| Portrait of Mike Pence          | Mike Pence                      | Vicepresidente de los Estados Unidos, Presidente de la Comisión Especial de la Casa Blanca sobre el Coronavirus                                                          | 26 de febrero |
| Portrait of Debora L. Birx      | Deborah Birx                    | Coordinadora de la respuesta global de Estados Unidos al SIDA, coordinadora de la respuesta a la pandemia en la Comisión Especial de la Casa Blanca sobre el Coronavirus | 26 de febrero |
| Portrait of Stephen E. Biegun   | Stephen Biegun                  | Subsecretario de Estado de los Estados Unidos | 29 de enero   |
| Retrato=de arte de Robert Blair | Robert Blair                    | Ayudante del Presidente y asesor principal del Jefe de Gabinete | 29 de enero   |
| Portrait of Ken Cuccinelli      | Ken Cuccinelli                  | Subsecretario interino de Seguridad Nacional | 29 de enero   |
| Portrait of Kelvin Droegemeier  | Kelvin Droegemeier              | Director de la Oficina de Política de Ciencia y Tecnología de los Estados Unidos                                                                                         | 1 de marzo    |
| Portrait of Anthony Fauci       | Anthony Fauci                   | Director del Instituto Nacional de Alergias y Enfermedades Infecciosas                                                                                                   | 29 de enero   |
| Portrait of Joe Grogan          | Joe Grogan                      | Ayudante del Presidente y director del Consejo de Política Nacional | 29 de enero   |
| Portrait of Stephen Hahn        | Stephen Hahn                    | Comisario de Estados Unidos de Alimentos y Medicamentos | 1 de marzo    |
| Portrait of Derek Kan           | Derek Kan                       | Director Ejecutivo adjunto, Oficina de Administración y Presupuesto | 29 de enero   |
| Picture of Larry Kudlow         | Larry Kudlow                    | Director del Consejo Nacional de Economía | 26 de febrero |
| Portrait of Chris Liddell 2017  | Chris Liddell                   | Ayudante del Presidente y Jefe Adjunto de Gabinete de la Casa Blanca para la coordinación de políticas                                                                   | 29 de enero   |
| Portrait of Steven Mnuchin      | Steven Mnuchin                  | Secretario del Tesoro de los Estados Unidos | 26 de febrero |
| Portrait of Robert C. O'Brien   | Robert O'Brien                  | Consejero de Seguridad Nacional | 29 de enero   |
| Portrait of Matthew Pottinger   | Matthew Pottinger               | Viceconsejero de Seguridad Nacional | 29 de enero   |
| Portrait of Robert R. Redfield  | Robert R. Redfield              | Director de los Centros para el Control de y Prevención de Enfermedades                                                                                                  | 29 de enero   |
| Portrait of Joel Szabat         | Joel Szabat                     | Subsecretario de Políticas Públicas del Departamento de Transporte | 29 de enero   |
| Portrait of Seema Verma         | Seema Verma                     | Administradora de los Centros para los Servicios de Medicare y Medicaid                                                                                                  | 2 de marzo    |
| Portrait of Robert Wilkie       | Robert Wilkie                   | Secretario de Asuntos de los Veteranos de los Estados Unidos | 2 de marzo    |